# Полавено
Пола̀вено (на италиански: Polaveno, на източноломбардски: Polàen, Полаен) е малко градче и община в Северна Италия, провинция Бреша, регион Ломбардия. Разположено е на 568 m надморска височина. Населението на общината е 2615 души (към 2013 г.).